# Karim Pakraduni
Karīm Pakrādūnī (Beirut, 18 agosto 1944) è un politico libanese.
Karīm Pakrādūnī (in arabo كريم بقرادوني‎?) è un importante esponente del partito delle Katāʾib, di fede armeno-ortodossa.  

## Storia
Eletto nell'ufficio politico delle Falangi Libanesi già nel 1970 come leader degli studenti falangisti. Vicino alle posizioni della Siria, egli si avvicinò in seguito al presidente della Repubblica Elias Sarkis di cui fu un consigliere assai ascoltato. Quando Bashir Gemayel assunse la guida delle milizie delle Forze Libanesi alla fine degli anni '70, lui fu tra i suoi collaboratori. Nel 1982 Bashir lo nominò, appena eletto presidente della Repubblica, suo responsabile delle relazioni paneuropee, ma fu assassinato tre settimane dopo le elezioni.
Nel periodo della guerra civile rimase uno dei capi delle Forze Libanesi. Dopo l'assassinio di Bashir, è però a Samir Geagea che egli si avvicinò e partecipò al suo fianco alle manovre miranti a ridurre l'influenza del presidente della Repubblica Amin Gemayel e ad affermare il controllo di Samir Geagea sulle Forze Libanesi, espellendone il rivale Elie Hobeika.
Fu a capo della fazione filo-siriana delle Katāʾib e si oppose al presidente della Repubblica Amin Gemayel, rimanendo contiguo alla Siria fintanto che Gemayel se ne discostò. Si avvicinò alla fine degli anni '80 al partito fondato da Samir Geagea, tornando nelle Kataeb nel 1994 quando questi finì fuorilegge, e di cui nel 2001 fu eletto presidente per cercare di riunire la varie fazioni del partito, ma nei fatti favorì quella filosiriana. 
Fu nominato tra il 2003 e il 2004 ministro di Stato, delegato allo sviluppo amministrativo, in seno al governo di Rafiq Hariri. Tuttavia le sue relazioni con il Primo Ministro erano estremamente tese. Pakraduni a quell'epoca era un consigliere assai vicino al Presidente Émile Lahoud.
Dopo la cosiddetta Rivoluzione dei cedri, le Falangi Libanesi si riunificarono. Pakraduni conservò il suo posto di Presidente del partito, ma dovette trovare un accordo con Amin Gemayel, promosso Presidente supremo a vita.
La carriera di Pakraduni resta fra le più controverse e le più agitate. La sua marcia indietro dopo il ritiro delle forze armate siriane della FAD e la sua riconciliazione con Amin Gemayel non sono altro che l'ennesimo cambiamento di posizione.
| Controllo di autorità | VIAF (EN) 66489605 · ISNI (EN) 0000 0000 8145 6886 · LCCN (EN) n84199876 · GND (DE) 118917714 · BNF (FR) cb120688700 (data) · J9U (EN, HE) 987007299754705171 |